# Tara Maclay
Tara Maclay è un personaggio della serie televisiva statunitense Buffy l'ammazzavampiri.
Creata da Joss Whedon, Tara è stata interpretata dall'attrice Amber Benson dal decimo episodio della quarta stagione, L'urlo che uccide (Hush), al diciannovesimo della sesta, Profondo Rosso (Seeing Red), in cui uscirà di scena in seguito alla sua sanguinolenta morte.

## Personaggio
Giovane donna dotata di un potenziale magico naturale (poiché, al contrario di molte apprendiste streghe che studiano per ricevere i loro poteri, lei ha ereditato i suoi da sua madre che a sua volta li ha ereditati da sua nonna), Tara è una ragazza estremamente riservata, che non ha fiducia in sé stessa. Proprio grazie all'interesse per le arti magiche, Tara ha la possibilità di fare la conoscenza di Willow Rosenberg, di cui si innamora tempestivamente. Insieme, le due streghe formano una coppia indivisibile, essenziale alla Cacciatrice Buffy Summers nella sua sfrenata lotta contro le forze del male che albergano nella cittadina californiana di Sunnydale.
Tara rivela che i poteri di sua madre erano potenti come quelli di Willow. Tara si è probabilmente resa conto di essere omosessuale al suo primo anno di studi, all'università di Sunnydale. Essendo uno dei tre personaggi principali della serie televisiva, Willow era già molto popolare quando Tara fece il suo ingresso nello show, e la loro storia d'amore è stata accolta con un certo calore dai fan. La loro storia d'amore, oltre ad essere costantemente positiva, è stata una delle prime rappresentazioni televisive di una coppia omosessuale.

## Biografia

### Antefatti
Tara è nata il 16 ottobre del 1980, difatti la ragazza ha la stessa età del resto degli Scoobies. La sua vita familiare è stata incredibilmente traumatica e, prima di incontrare Willow, non aveva molti amici. Tara ha perso la madre quando aveva 17 anni. In seguito a questo tragico evento, Tara ha attraversato un breve periodo di ribellione post-traumatica arrivando a compiere piccoli gesti stupidi e insensati, come mentire o trascorrere le notti fuori casa. Non ha mai avuto un bel rapporto né con il padre né con il fratello Donny, che non hanno mai apprezzato che praticasse la magia. In giovane età, il padre di Tara, uomo da metodi irruenti e violenti, raccontò a sua figlia che lei era per metà di origine demoniaca proprio come sua madre, la quale, come Tara, era dotata di poteri magici. 

### Quarta stagione
Nella quarta stagione, Tara appare per la prima volta nell'episodio L'urlo che uccide, nel gruppo che pratica la Wicca  nell'università. Si presenta come una giovane studentessa timida, ma quando il suo sguardo incontra quello di Willow nasce subito qualcosa. Difatti, nel corso della stagione, Tara stringe un rapporto sempre più forte proprio con lei, ma questo viene interrotto dal ritorno di Oz che aveva lasciato Willow perché metabolizzare la sua identità di lupo mannaro. All'inizio, Tara rimane scossa e delusa da questo ritorno, ma poi Willow le darà la bella notizia che vuole restare con lei. Da quel momento in poi, le due ragazze iniziano una relazione vera e propria. Per il resto della stagione, tuttavia, Tara non compare molto, mentre nell'ultimo episodio farà da tramite a Buffy e alla Prima Cacciatrice.
Nella quarta stagione, Willow farà passare la loro storia per una semplice amicizia.

### Quinta stagione
Nella quinta stagione, Tara non cambia molto. É sempre la stessa timida ragazza spaventata della vita stessa. La sua preoccupazione più grossa è quella di non riuscire ad integrarsi nel gruppo. In questa stagione si viene a conoscere suo padre che la vuole riprendere con sé accusandola di essere un demone, ma lei sceglie di restare con il resto del gruppo. Tara grazie a Spike scoprirà che si è trattato di una perfida menzogna messa in atto dal padre opportunista, che voleva avere pieno controllo sulla figlia facendole credere che in lei c'era una presenza demoniaca. Da quel momento in poi i suoi rapporti migliorano nei confronti di tutti, ma questa serenità durerà poco perché Gloria le succhierà il cervello portandola ad uno stato vegetativo. Nell'ultimo episodio, Willow riesce a guarirla.
Nella quinta stagione, anche Tara rimane molto vaga sul rapporto fra lei e Willow; le due non parlano molto davanti agli altri. Nell'episodio "Controllo", le due ragazze finalmente confessano agli amici la loro relazione. "Siamo amiche... sì, buone amiche... siamo amanti... fidanzate... omosessuali".

### Sesta Stagione

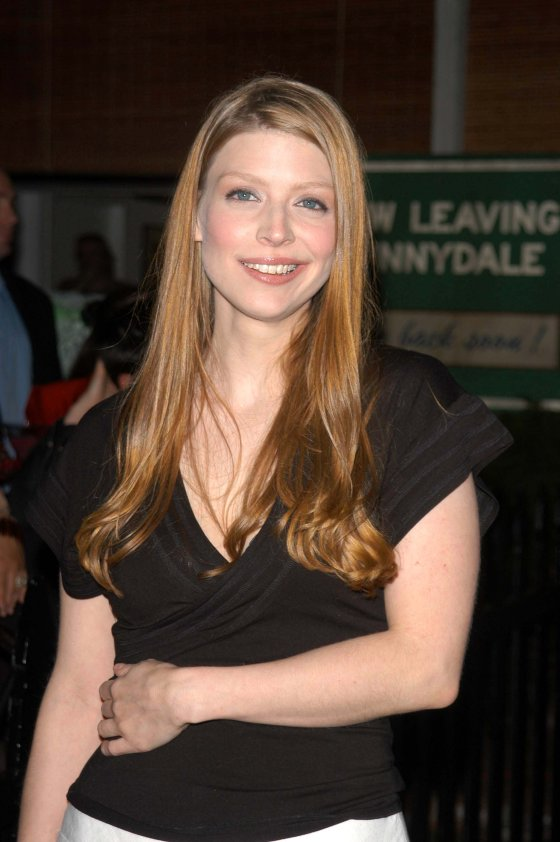
Amber Benson è Tara

Nella sesta stagione Tara è cambiata del tutto, non è più timida né vergognosa, infatti adesso è un personaggio chiave. Quella della sesta stagione è una nuova Tara del tutto diversa da quella delle stagioni precedenti. Nella sesta stagione, Tara non riuscirà a godersi molto Willow, dato che si lasceranno per metà stagione a causa dell'abuso di magia da parte di Willow. Più di una volta, Tara aiuterà il gruppo a risolvere gli enigmi e ad accrescere le sue doti di strega. Tra l'altro, anche se lei e Willow non stanno più insieme, Buffy e gli altri continueranno a frequentarla come una buona amica, a conferma del fatto che ormai Tara è pienamente integrata nel gruppo. Nell'episodio 6x18 Entropia, la ragazza si rimetterà con Willow. Le due riusciranno a godersi la felicità ancora per poco, dato che al solo secondo giorno di ricongiungimento Tara verrà uccisa per sbaglio da Warren Mears con un colpo di pistola,  sparato per uccidere Buffy. Willow tenta vanamente di riportarla in vita con la magia, ma si rivelerà impossibile perché la ragazza non è morta per motivi soprannaturali, ma per un atto di semplice malvagità umana.

### Miss Kitty Fantastico
(Tara a Willow, nell'episodio Luna Nuova)
- Prima apparizione: Il seme della discordia
- Ultima apparizione: La famiglia

Miss Kitty Fantastico (semplicemente Miss Kitty nell'adattamento italiano) è stata la gatta domestica di Willow e Tara. Era nera/grigia con zampine posteriori bianche, una striscia bianca dal mento al petto e una piccola macchia di pelo bianco intorno al muso.
Dopo la quinta stagione del telefilm, Miss Kitty Fantastico non verrà più menzionata sino al penultimo episodio della stagione finale del telefilm, La fine dei giorni, quando si scopre essere stata uccisa per sbaglio da Dawn.

## Poteri e abilità
Dal momento che Tara è una strega esperta nell'uso della magia, il suo potere magico si è rivelato in varie occasioni molto compatibile a quello di Willow, tanto che le due ragazze possono usare insieme incantesimi molto elaborati. Un aspetto che però distingue Tara da Willow è che la prima non sfrutta incantesimi pericolosi o distruttivi, non per una sua incapacità ma per principio morale, poiché disapprova l'uso della magia nera.
Quando Faith prese possesso del corpo di Buffy, solo con uno sguardo Tara aveva capito che le due Cacciatrici si erano scambiate i corpi, questo perché ha il potere innato di percepire il flusso energetico delle persone.